# 岡本敏雄
岡本 敏雄（おかもと としお、1947年7月7日-）は日本の教育工学者、電気通信情報工学者。京都情報大学院大学の教授である。

## 経歴
- 京都教育大学教育学部卒業[3]
- 京都教育大学専攻科心理学専攻卒業[3]
- 東京学芸大学大学院修士課程修了（教育心理学専攻）[4],工学博士（東京工業大学大学院）[4]
- 電気通信大学名誉教授[4],元電気通信大学学術院長・情報システム学研究科長[4]・国際交流センター長
- 元日本情報科教育学会会長[5]
- 元一般社団法人教育システム情報学会会長[6]
- 元日本教育工学会理事[7]
- e-learning AWARD実行委員長[8]
- 一般社団法人電子情報通信学会フェロー[9]
- ISO/SC36-WG2議長[10]

## 著書
- 岡本敏雄,西野和典,香山瑞恵『情報科教育法』,丸善出版,2002年3月 ISBN 9784621081570
- 岡本敏雄ほか 高等学校普通教科「情報」教科書『情報A』,実教出版,159p,2003年4月 NACSIS-CATレコードID：BA62222898
- 岡本敏雄ほか 高等学校普通教科「情報」教科書『情報B』,実教出版,159p,2003年4月 NACSIS-CATレコードID：BA63939242
- 岡本敏雄ほか 高等学校普通教科「情報」教科書『情報C』,実教出版,159p,2003年4月 NACSIS-CATレコードID：BA63939592
- 岡本敏雄,香山瑞恵『人工知能と教育工学』,オーム社,376p,2008年2月20日 ISBN 9784274205071
- 岡本敏雄『よくわかる情報リテラシー』標準教科書,技術評論社,255p,2013年1月25日 ISBN 9784774153940

## 学術論文
- Naomi Nagata, Toshio Okamoto: “Chapter 9:The qualitative study on contents analysis/construction method for e-Learning -Focussing on the semantic relationship among represented media-” in the book “Learning and Instruction in the Digital Age: Making a Difference through Cognitive Approaches, Technology-facilitated Collaboration and Assessment, and Personalized Communications”, Editor:J. Michael Spector, Springer, pp.117-142, 2010, (査読有) doi:10.1007/978-1-4419-1551-1_8, ISBN 9781441915504.
- 永田奈央美, 岡本敏雄「音声付加による意味的関係性理解のメカニズムとシナジー効果―e-Learningコンテンツの構成を対象として」『教育システム情報学会誌』第27巻第3号、教育システム情報学会、2010年、244-253頁、CRID 1390001288046189056、doi:10.14926/jsise.27.244、ISSN 13414135。
- TAKAOKA Ryo; SHIMOKAWA Masayuki; OKAMOTO Toshio (2012). “A Development of Game-Based Learning Environment to Activate Interaction among Learners”. IEICE Transactions on Information and Systems (電子情報通信学会) E95.D (4):  911-920. CRID 1390001204377402496. doi:10.1587/transinf.e95.d.911. ISSN 0916-8532. NAID 10030941734.

## 受賞
- 一般社団法人 情報処理学会より,標準化貢献賞を受賞 2008年7月[11]
- 一般社団法人 電子情報通信学会より,フェローの称号を授与 2010年9月[9]
- 一般社団法人 情報処理学会より,標準化功績賞を受賞 2013年5月[12]
- 公益社団法人 発明協会より,発明奨励功労賞を受賞 2018年6月[13]